# Sankelmark
Sankelmark ist ein Ortsteil der Gemeinde Oeversee und liegt bei Flensburg am Sankelmarker See im Kreis Schleswig-Flensburg in Schleswig-Holstein.

## Lage
Nördlich des Sankelmarker Sees liegt das kleine Dorf Sankelmark (Lage), welches durch den Sankelmarker Weg erschlossen wird. 600 Meter östlich von Sankelmark befindet sich inmitten eines kleinen Waldgebietes das Akademiezentrum Sankelmark. Ebenfalls zu Sankelmark gehört das Hotel Seeblick am Ostufer des Sankelmarker Sees (Lage). Dort befindet sich auch die Gedenkstätte, mit drei Denkmälern, zur Schlacht von Oeversee (siehe Geschichte). Über einige Jahrzehnte gehörten zum Gemeindegebiet von Sankelmark auch noch die Orte Augaard (dänisch Ågård), Juhlschau (Julskov), Barderup, Bilschau (Bilskov) und Munkwolstrup (Munkvolstrup). Bei Sankelmark (beim Akademiezentrum) existiert eine Bushaltestelle für den regionalen Busverkehr, unter anderem zum Zentralen Omnibusbahnhof Flensburg.

## Geschichte
Während des Deutsch-Dänischen Krieges kam es am 6. Februar 1864 zu einem Gefecht auf dem Gemeindegebiet, als zwei Brigaden den Rückzug des dänischen Heeres aus dem Danewerk gegen nachstoßende österreichische Kräfte deckten (Schlacht von Oeversee).
Auf der Landkarte der dänischen Landesaufnahme von 1857/1858 und der Karte der Preußischen Landesaufnahme um 1879 vom südlichen Flensburger Raum war der Ort Sankelmark schon eingetragen.

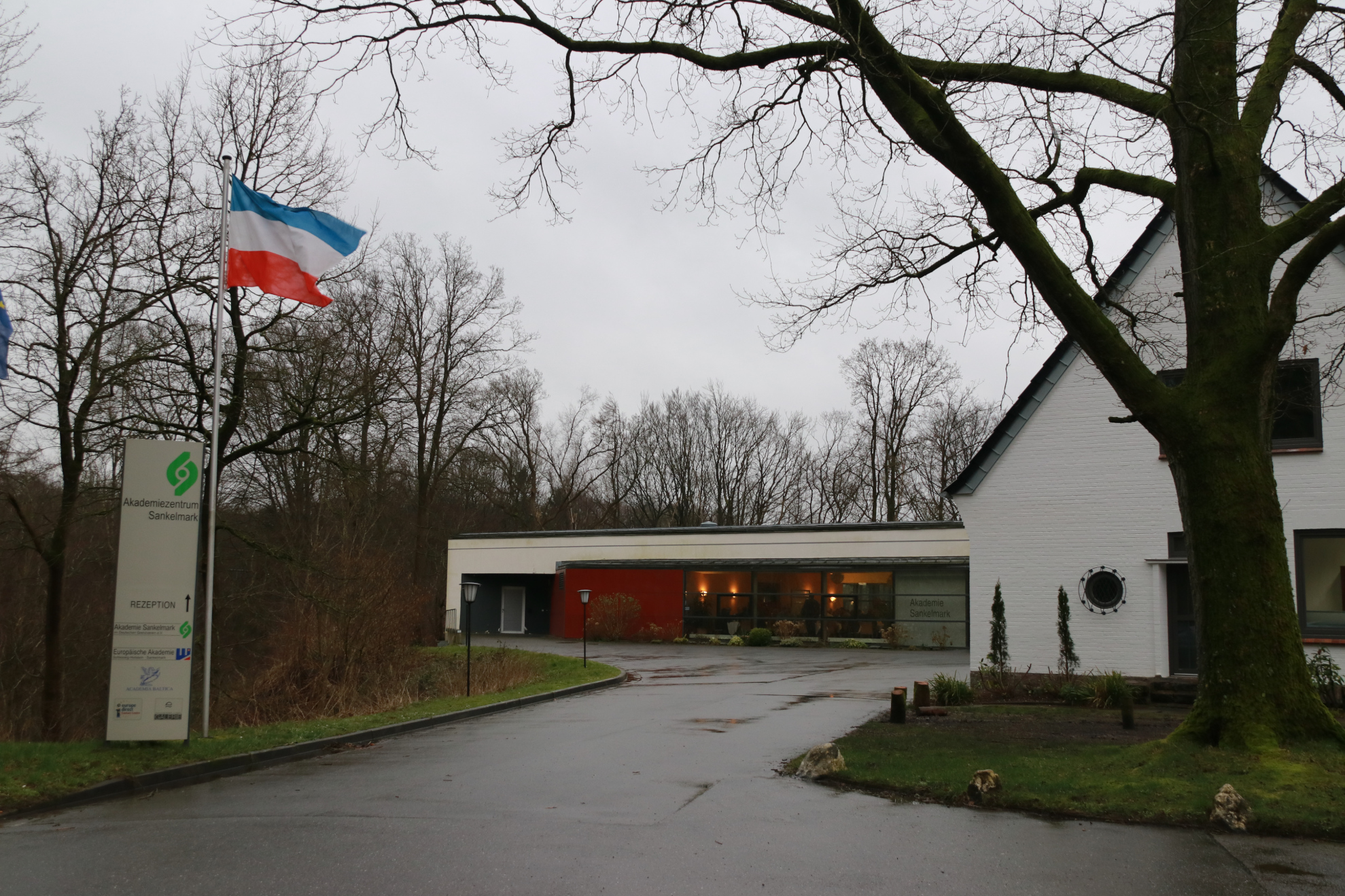
Akademie Sankelmark

Anfang der 1950er Jahre wurde nordöstlich des Sankelmarker Sees die Akademie Sankelmark, eine Akademie für politische, historische und kulturelle Bildung, eingerichtet. Die Initiative zur Verwirklichung dieses Projektes ging von dem damaligen Landrat und späteren Ministerpräsidenten Friedrich Wilhelm Lübke aus, der zugleich auch Vorsitzender des Deutschen Grenzvereins war, des Bauherrn und Eigentümers der Akademie.
Am 24. März 1974 wurde die selbständige Gemeinde Sankelmark durch den Zusammenschluss der bis dahin existierenden Gemeinden Barderup und Munkwolstrup gebildet. Mit Munkwolstrup kamen auch die Orte Juhlschau und Augaard zur Gemeinde Sankelmark hinzu, welche seitdem 20,82 km² groß war.
2007 lebten 1383 Menschen in der Gemeinde Sankelmark. Am 1. März 2008 fusionierte sie mit der Nachbargemeinde Oeversee. Als Name der neugebildeten Gemeinde wurde Oeversee vereinbart.
Die Wirtschaftsstruktur des Ortsteiles Sankelmark ist bis heute in großen Teilen landwirtschaftlich geprägt.

## Ehemaliges Wappen der Gemeinde Sankelmark

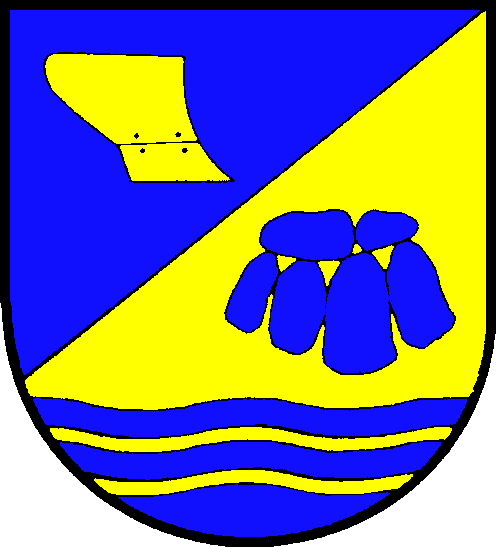
Wappen der ehemaligen Gemeinde Sankelmark

Blasonierung: „Über blauem, mit zwei goldenen Wellenfäden belegten Wellenschildfuß von Blau und Gold schräglinks geteilt, oben eine goldene Pflugschar, unten ein blaues aus vier Tragsteinen und zwei Deckplatten bestehendes Steingrab.“
Das Wappen wurde für die 1974 zusammengelegte Gemeinde geschaffen. Die Wappenfarben entsprechen dem des Kreises Schleswig-Flensburg. Die Wellenlinien symbolisieren den Sankelmarker See. Die Pflugschar verweist auf die starke landwirtschaftliche Prägung Sankelmarks und seiner Umgebung. Die sechs blauen Steine im goldenen Feld bilden ein Großsteingrab. In Munkwolstrup, dass zur Gemeinde Stankelmark gehörte, existieren zahlreiche Großsteingräber. Die sechs Steine symbolisierten zudem die sechs Orte und Ortsteile, aus denen die Gemeinde Sankelmark bestand, also Munkwolstrup, Bilschau, Barderup, Augaard, Juhlschau sowie das Dorf Sankelmark. Die Diagonale zwischen dem blauen und goldenen Feld sollte des Weiteren die Verbindungsstraße zwischen den Ortsteilen symbolisieren.